# أملج برازيلي
أملج برازيلي (الاسم العلمي:Phyllanthus brasiliensis) هو نوع من النباتات يتبع جنس الأملج من الفصيلة الأملجية.